# Ferdinandov

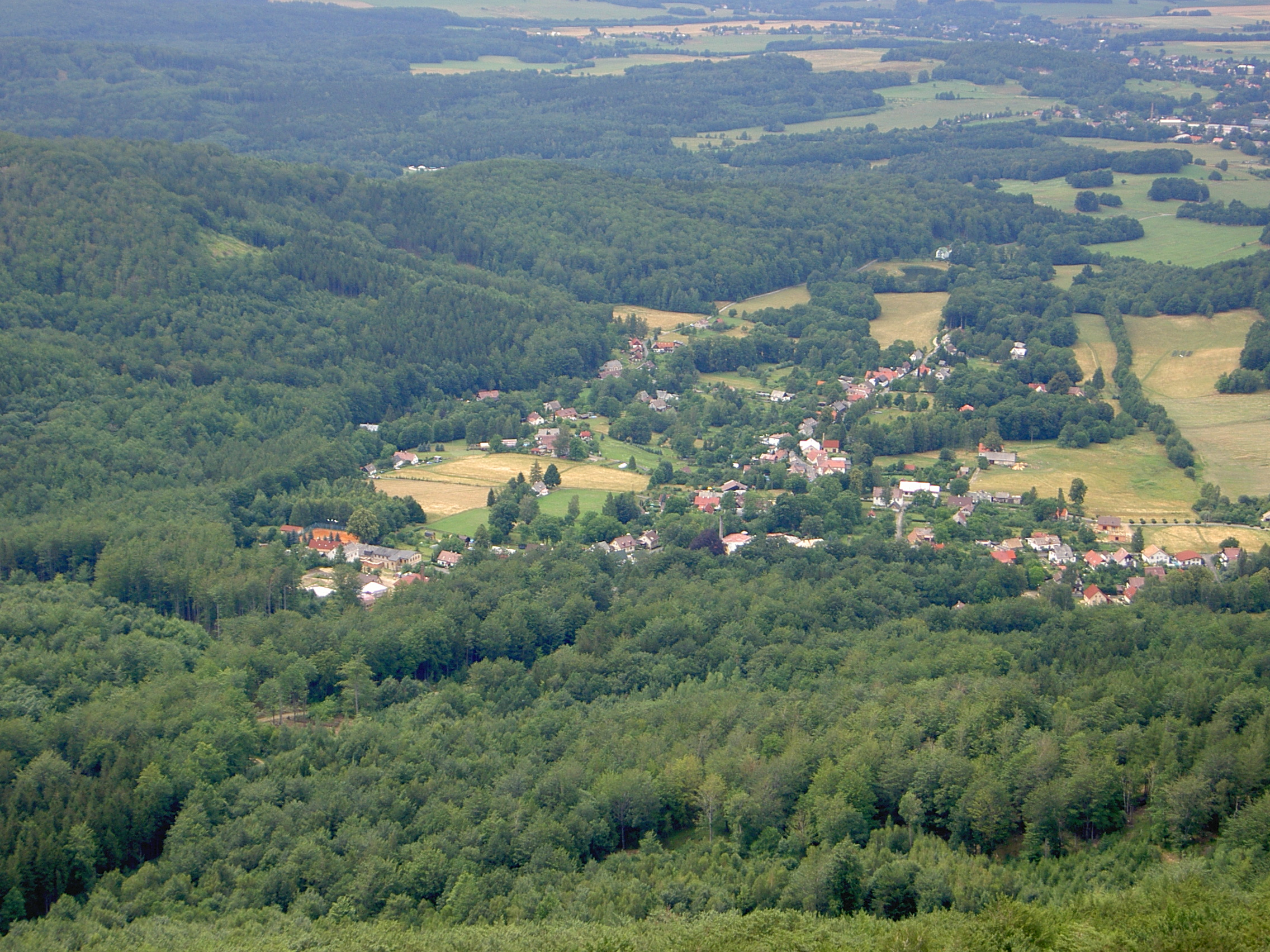
Blick vom Ořešník auf Ferdinandov

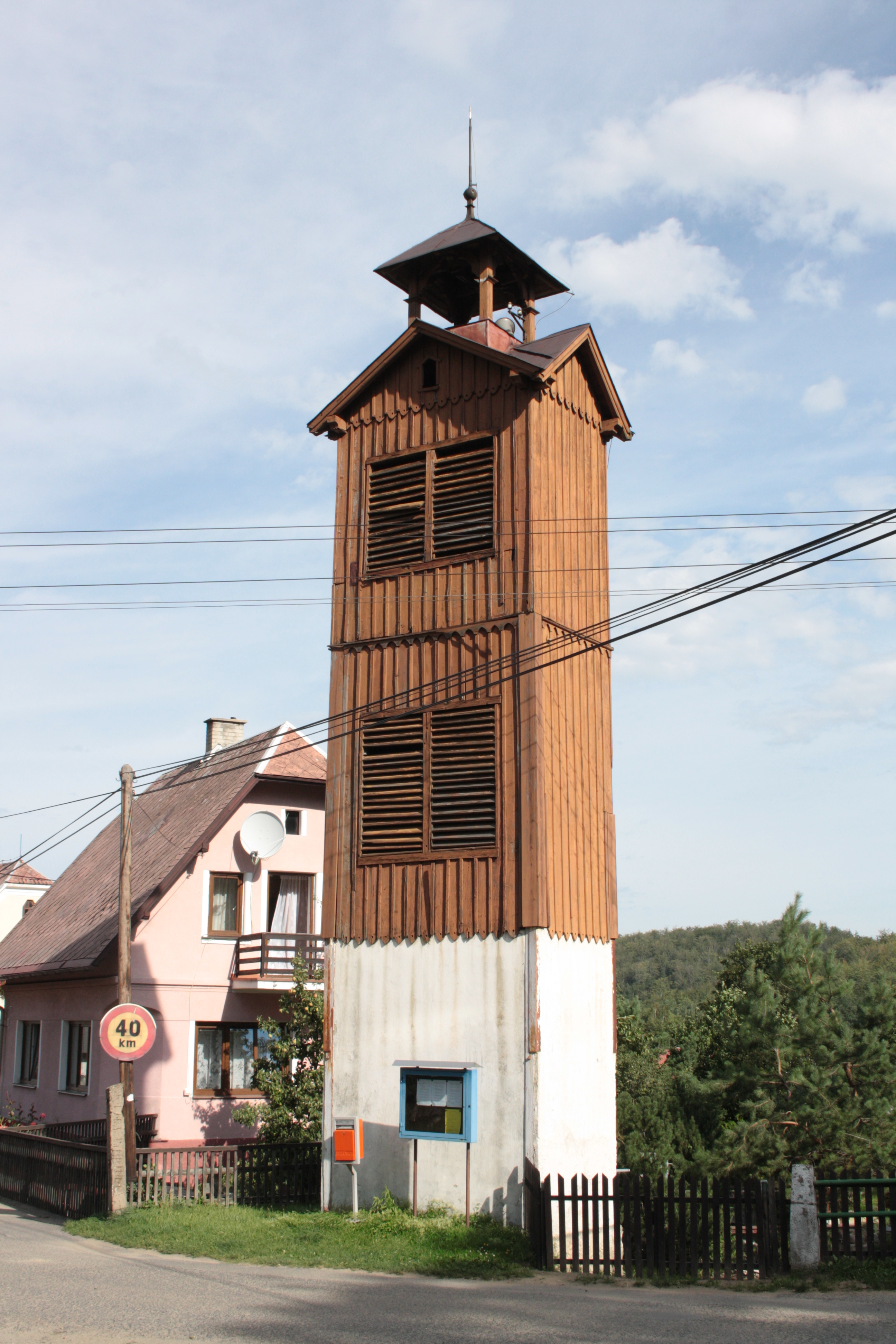
Glockenturm

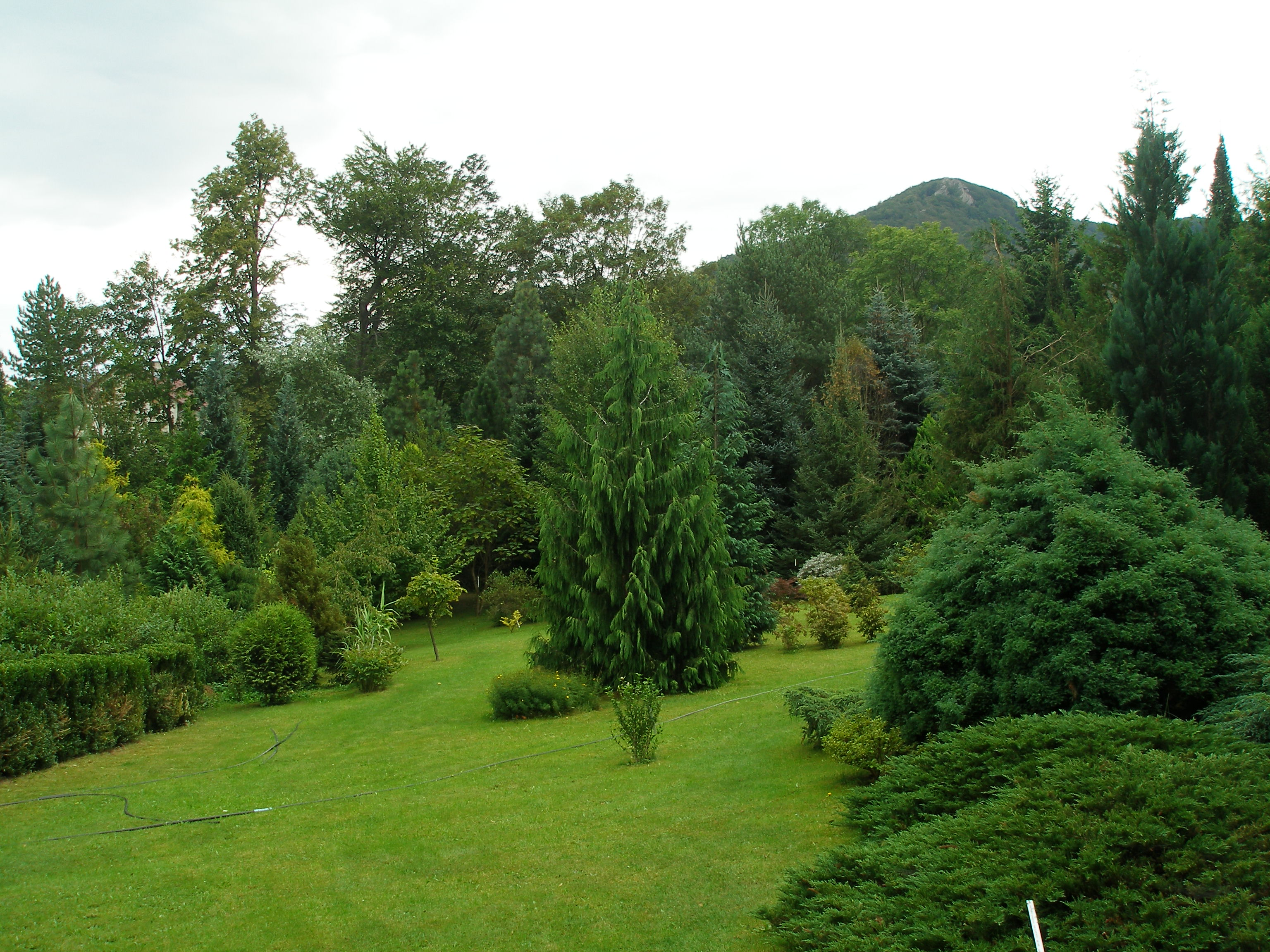
Arboretum von Josef Ebert

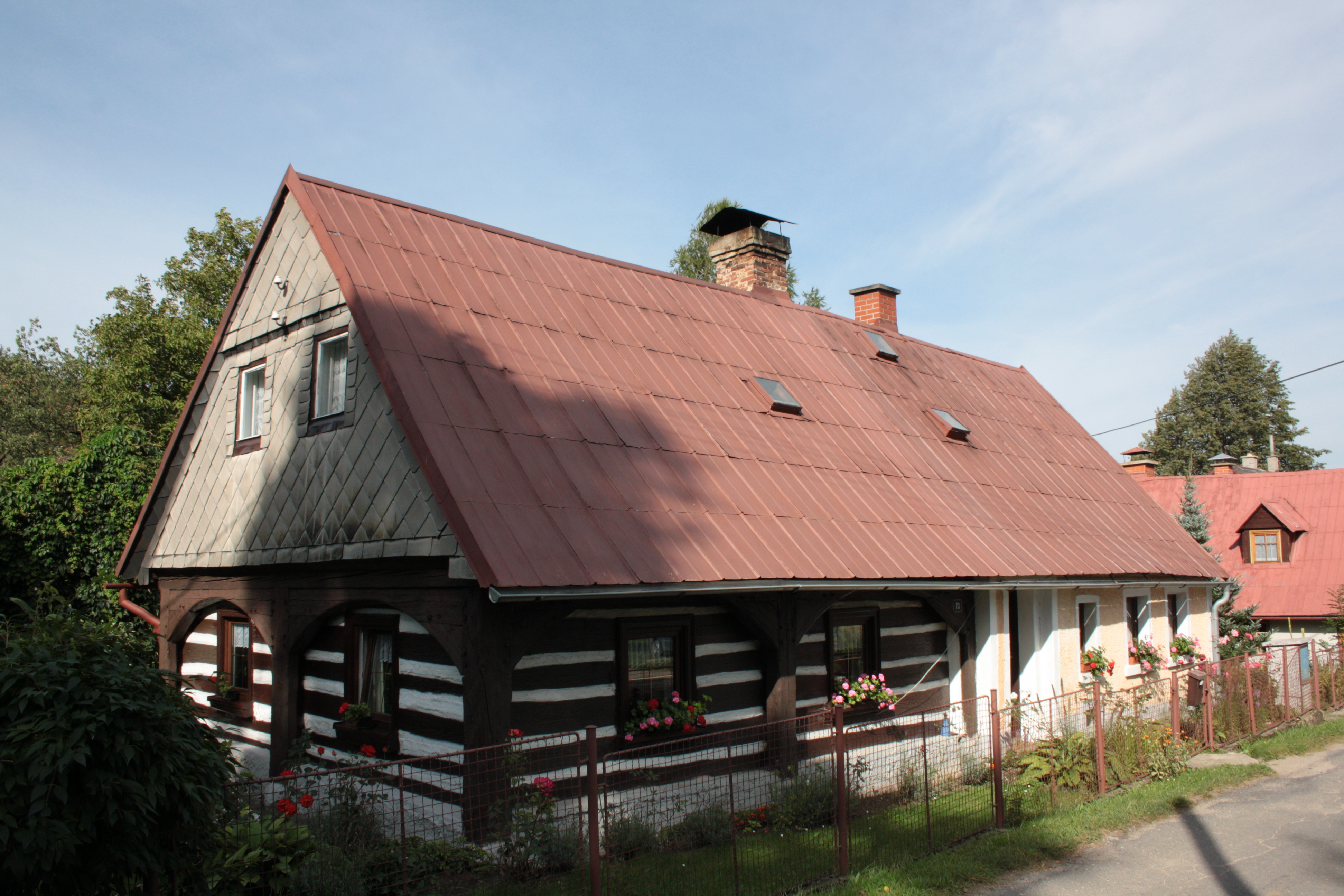
Umgebindehaus Nr. 73

Ferdinandov (deutsch Ferdinandsthal) ist ein Ortsteil der Stadt Hejnice in Tschechien. Er liegt zwei Kilometer südwestlich von Hejnice und gehört zum Okres Liberec. Von Ferdinandov führt die Stolpichstraße (Štolpišská silnice) auf den Isergebirgskamm.

## Geographie
Ferdinandov liegt am nördlichen Fuße des Isergebirges am Übergang zum Isergebirgsvorland. Das Dorf erstreckt sich auf einem Rücken zwischen den Bächen Černý Štolpich (Schwarzer Stolpich) und Bílý Štolpich (Weißer Stolpich), die sich am unteren Ortsausgang zum Sloupský potok bzw. Štolpich (Stolpichbach) vereinigen. Nördlich erheben sich der Na Chatkách (465 m), im Osten die Tišina (Dresslerberg, 873 m), der Smrk (Tafelfichte, 1124 m) und der Paličník (971 m), südöstlich der Jizera (Siechhübel, 1122 m) und der Ořešník (Nußstein, 800 m), im Süden der Holubník (Taubenhaus, 1070 m) und die Ptačí vrchy (Vogelkoppen, 1013 m), südwestlich der Svinské čelo (Saukuppen, 781 m) und der Poledník (Mittagsberg, 864 m), im Westen die Mlaka (450 m) und der Stržový vrch (Grubberg, 704 m) sowie nordwestlich der Vapenný vrch (424 m).
Nachbarorte sind Lužec im Norden, Hejnice im Nordosten, Bílý Potok im Osten, Jizerka, Souš, Ničovy Domky und Černá Říčka im Südosten, Kristiánov und Nová Louka im Süden, Na Pilách, Betlém, Oldřichov v Hájích und Filipka im Südwesten, Na Hrázi im Westen sowie V Lukách, Větrov, Raspenava und Luh im Nordwesten.

## Geschichte
Ferdinandsthal wurde zwischen 1781 und 1783 durch den Besitzer der Herrschaft Friedland, Christian Philipp von Clam-Gallas, auf einer wüsten Flur zwischen den beiden Stolpichbächen (Schwarzer und Weißer Stolpich) angelegt und nach seinem zweiten Sohn Ferdinand (* 1773) benannt.
Im Jahre 1832 bestand Ferdinandsthal, das volkstümlich Papierdörfl genannt wurde, aus 74 Häusern mit 419 deutschsprachigen Einwohnern. Im Oberdorf bestand eine Papiermühle. Pfarrort war Haindorf. Bis zur Mitte des 19. Jahrhunderts blieb Ferdinandsthal der Allodialherrschaft Friedland untertänig.
Nach der Aufhebung der Patrimonialherrschaften bildete Ferdinandsthal ab 1850 einen Ortsteil der Gemeinde Raspenau im Bunzlauer Kreis und Gerichtsbezirk Friedland. Ab 1868 gehörte das Dorf zum Bezirk Friedland. Im Jahre 1891 begann der Bau der Stolpichstraße; sie diente ursprünglich zur besseren forstwirtschaftlichen Erschließung der Wälder auf dem Isergebirgskamm und erlangte nach ihrer Fertigstellung als Verbindungsstrecke über den Kamm nach Friedrichswald auch touristische Bedeutung. Seit dem Anfang des 20. Jahrhunderts entwickelte sich Ferdinandsthal zu einer Sommerfrische. Die Jägersteigbaude /Chata Myslivecká stezka, später Hotel Šárka, wurde zu einer frequentierten Einkehrstätte für die Ausflügler. Der tschechische Name Ferdinandov wurde 1924 eingeführt. Nach dem Münchner Abkommen erfolgte 1938 die Angliederung an das Deutsche Reich; bis 1945 gehörte Ferdinandsthal zum Landkreis Friedland. Nach dem Ende des Zweiten Weltkrieges kam Ferdinandov zur Tschechoslowakei zurück und die meisten deutschböhmischen Bewohner wurden vertrieben. Durch das Hochwasser von 1958 war die Stolpichstraße teilweise zerstört worden und konnte danach auch nicht mehr als Forststraße genutzt werden. Im Jahre 1960 wurde Ferdinandov nach Hejnice umgemeindet; zugleich erfolgte die Auflösung des Okres Frýdlant und das Dorf wurde dem Okres Liberec zugeordnet. Nach der Samtenen Revolution begann die Wiederherstellung der Stolpichstraße; im Jahre 2000 waren die Arbeiten abgeschlossen und die Straße wieder für ihren ursprünglichen Zwecke nutzbar.
1991 hatte Ferdinandov 290 Einwohner. Im Jahre 2001 bestand das Dorf aus 127 Wohnhäusern, in denen 276 Menschen lebten. Insgesamt besteht der Ort aus 150 Häusern.

## Ortsgliederung
Ferdinandov gehört zum Katastralbezirk Hejnice.

## Sehenswürdigkeiten
- Josef-Ebert-Arboretum im Grundstück Nr. 62, es wurde seit den 1950er Jahren von Josef Ebert (1935–1997) mit einheimischen und fremdländischen Gewächsen angelegt und befindet sich nach wie vor im Besitz der Familie Ebert.
- Ořešník (Nußstein), Hausberg des Dorfes
- Täler des Schwarzen und Weißen Stolpich mit den Stolpichfällen
- Stolpichstraße, die serpentinenreiche Bergstraße wurde 1891 als Forststraße angelegt.
- ehemalige Wassermühle an der Smědá. Sie wurde ab 1846 vom Müller Franz Neumann betrieben. Nach 2000 wurde sie zum Wasserkraftwerk umgebaut.
- ehemalige Wassermühle am Sloupský potok, sie wurde im 1871 von Ignaz Klause errichtet und dient heute als Wohngebäude.
- Glockenturm
- Gedenktafel für Jára Cimrman am Haus Nr. 21. Sie wurde 1986 von Zdeněk Svěrák und Ladislav Smoljak enthüllt und trägt die Inschrift Zde byl v roce 1914 naposledy spatřen Jára da Cimrman (Hier wurde Jára da Cimrman 1914 letztmals gesichtet).[3]